# Volontaires (métro de Paris)
Volontaires est une station de la ligne 12 du métro de Paris, située dans le 15e arrondissement de Paris.

## Situation
La station est implantée sous la rue de Vaugirard à son intersection avec la rue des Volontaires, au sein du quartier Necker. Orientée selon un axe nord-est/sud-ouest, elle s'intercale entre les stations Pasteur et Vaugirard. Avec Convention, Porte de Versailles et les deux autres stations précitées, elle complète la série de stations assurant la desserte de la rue de Vaugirard, la plus longue de Paris.

## Histoire
La station est ouverte le 5 novembre 1910 avec la mise en service du premier tronçon de la ligne A de la Société du chemin de fer électrique souterrain Nord-Sud de Paris (dite Nord-Sud) entre Porte de Versailles et le terminus provisoire de Notre-Dame-de-Lorette.
Elle doit sa dénomination à sa proximité avec la rue des Volontaires, qui résulte de la transformation d'une ancienne impasse en ruelle par des riverains en 1822, d'où son nom initial de ruelle Volontaire, mis ensuite au pluriel afin de rendre hommage aux soldats de l'an II de la Révolution.
Le 27 mars 1931, la ligne A devient l'actuelle ligne 12 du métro à la suite de l'absorption de la société du Nord-Sud le 1er janvier 1930 par sa concurrente : la Compagnie du chemin de fer métropolitain de Paris (dite CMP), qui gère la concession de l'essentiel des autres lignes du réseau.
Comme l'ensemble des points d'arrêt de la ligne 12 de 1959 à 1960, les quais sont modernisés par la mise en place d'un carrossage métallique sur les piédroits, doté de montants horizontaux de couleur vert d'eau et de cadres publicitaires dorés, éclairés par le haut. Ce modèle d'aménagement, alors largement déployé sur le réseau en tant que moyen de rénover les stations rapidement et à moindre coût, a ici la particularité d'épouser la forme atypique des piédroits, creusés de niches sur toute leur longueur, dont certaines sont toutefois obturées. Ce carrossage voit ses lambris repeints en rouge dans les années 1990 et ses bancs d'origine remplacés par des de style « Motte » de même teinte.
Dans le cadre du programme « Renouveau du métro » de la RATP, les couloirs de la station sont rénovés dans le courant des années 2000, puis c'est au tour des quais de faire l'objet du même traitement entre 2015 et 2019, ce qui entraîne le retrait définitif de leur carrossage publicitaire au profit d'une restitution à l'identique du style « Nord-Sud » d'origine. À cette occasion, les parpaings en terre cuite qui comblaient une partie des niches dans les piédroits sont également retirés, seules les plus proches des sorties restant comblées afin de permettre la fixation des plans du secteur.

Les quais avant la rénovation
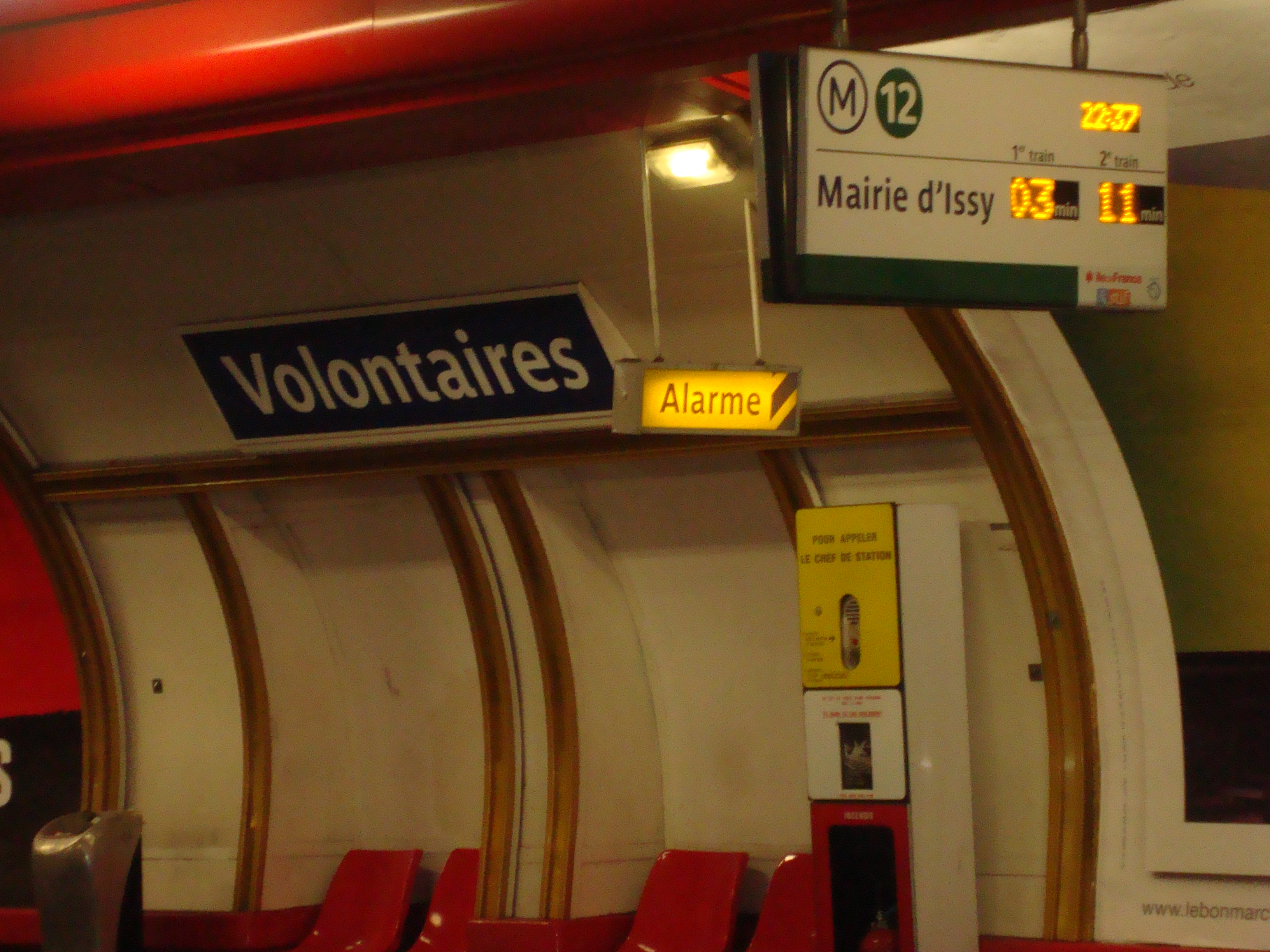
Détail de l'ancien carrossage publicitaire de la station.
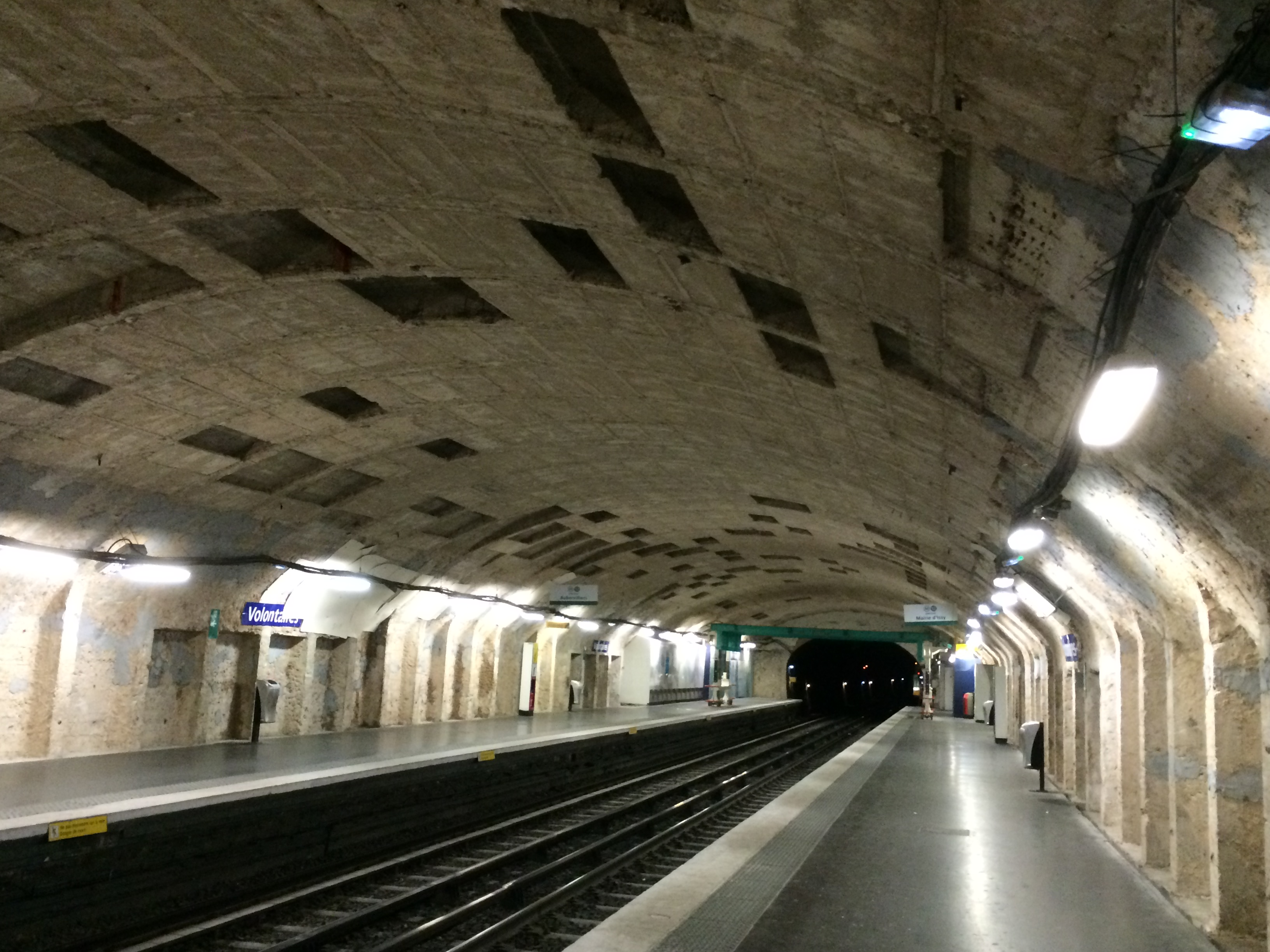
Les quais en travaux de rénovation en 2016.

### Fréquentation
Selon les estimations de la RATP, la station a vu  en 2019, ce qui la place à la 219e position des stations de métro pour sa fréquentation sur 302,. En 2020, avec la crise du Covid-19, son trafic annuel tombe à entrer 1 111 705 voyageurs, la reléguant alors au 298e rang, avant de remonter progressivement en 2021 avec 1 734 848 entrants comptabilisés, ce qui la place cette fois-ci à la 203e position des stations du réseau pour sa fréquentation cette année-là.

## Services aux voyageurs

### Accès
La station dispose d'un accès et d'une sortie établis au sein d'un unique bâtiment faisant l'angle avec les rues de Vaugirard et des Volontaires, ce qui constitue un cas rare sur le réseau. L'entrée principale s'effectue au droit du no 194 de la rue de Vaugirard, tandis que la sortie secondaire débouche au no 25 de la rue des Volontaires. Toutes deux sont réunies sous le même intitulé « Rue de Vaugirard ». L'édicule est orné de frontons en céramique portant la mention « METROPOLITAIN » et signalé par un mât avec un « M » jaune inscrit dans un cercle (déporté sur le trottoir à l'angle des deux rues).

Accès à la station
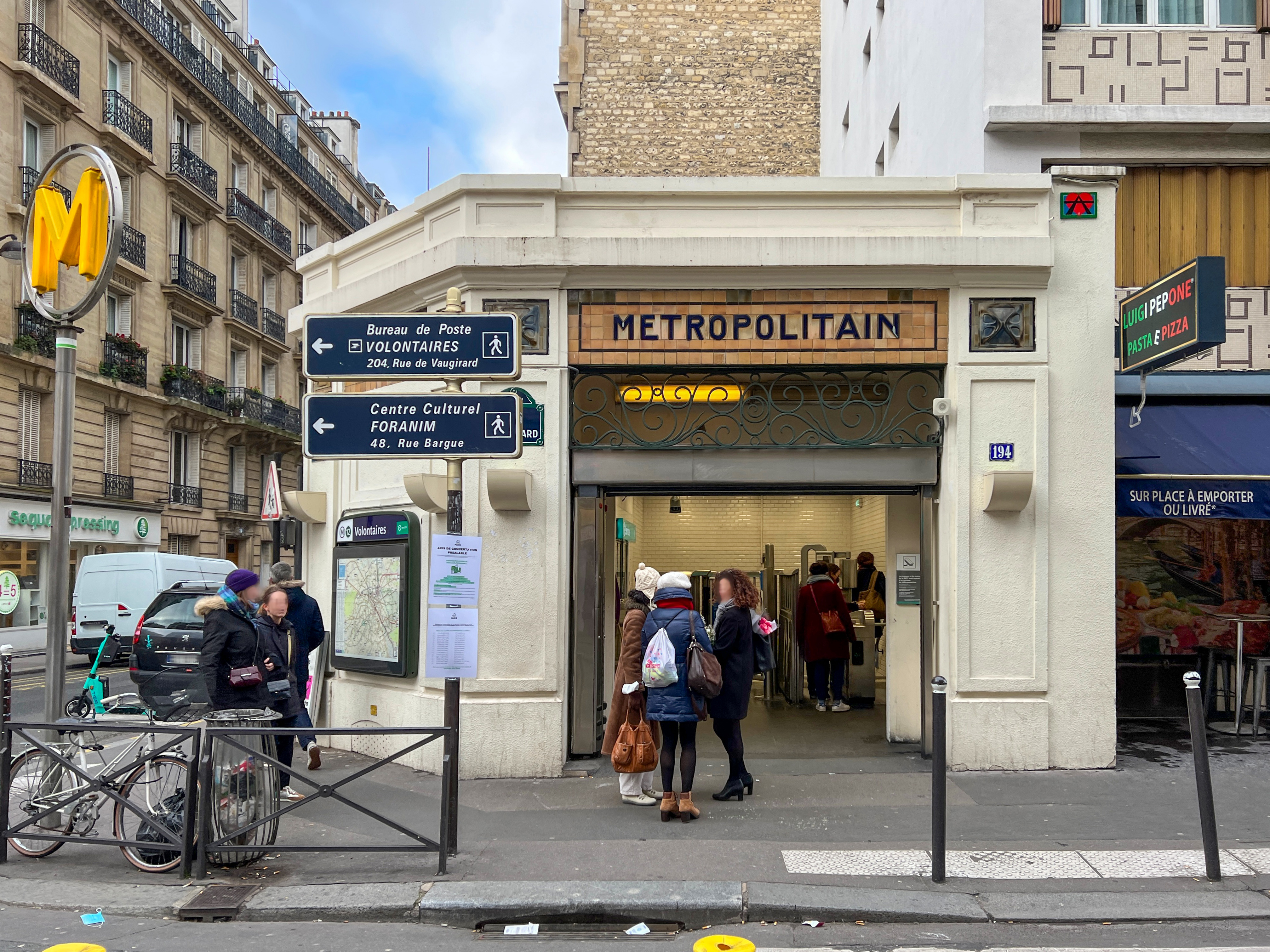
Entrée de la station sur la rue de Vaugirard.
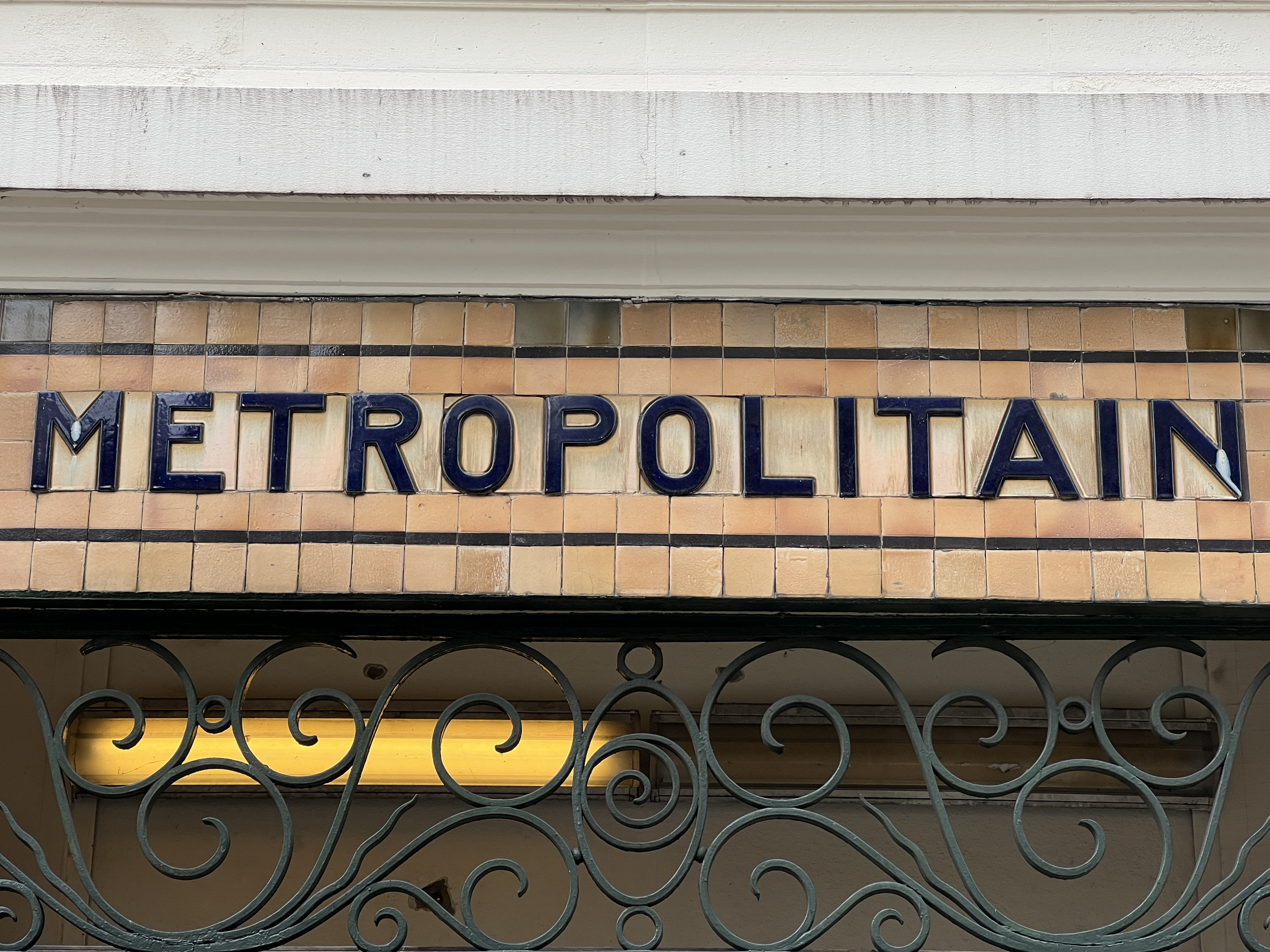
Détail du fronton en céramique de l'édicule.
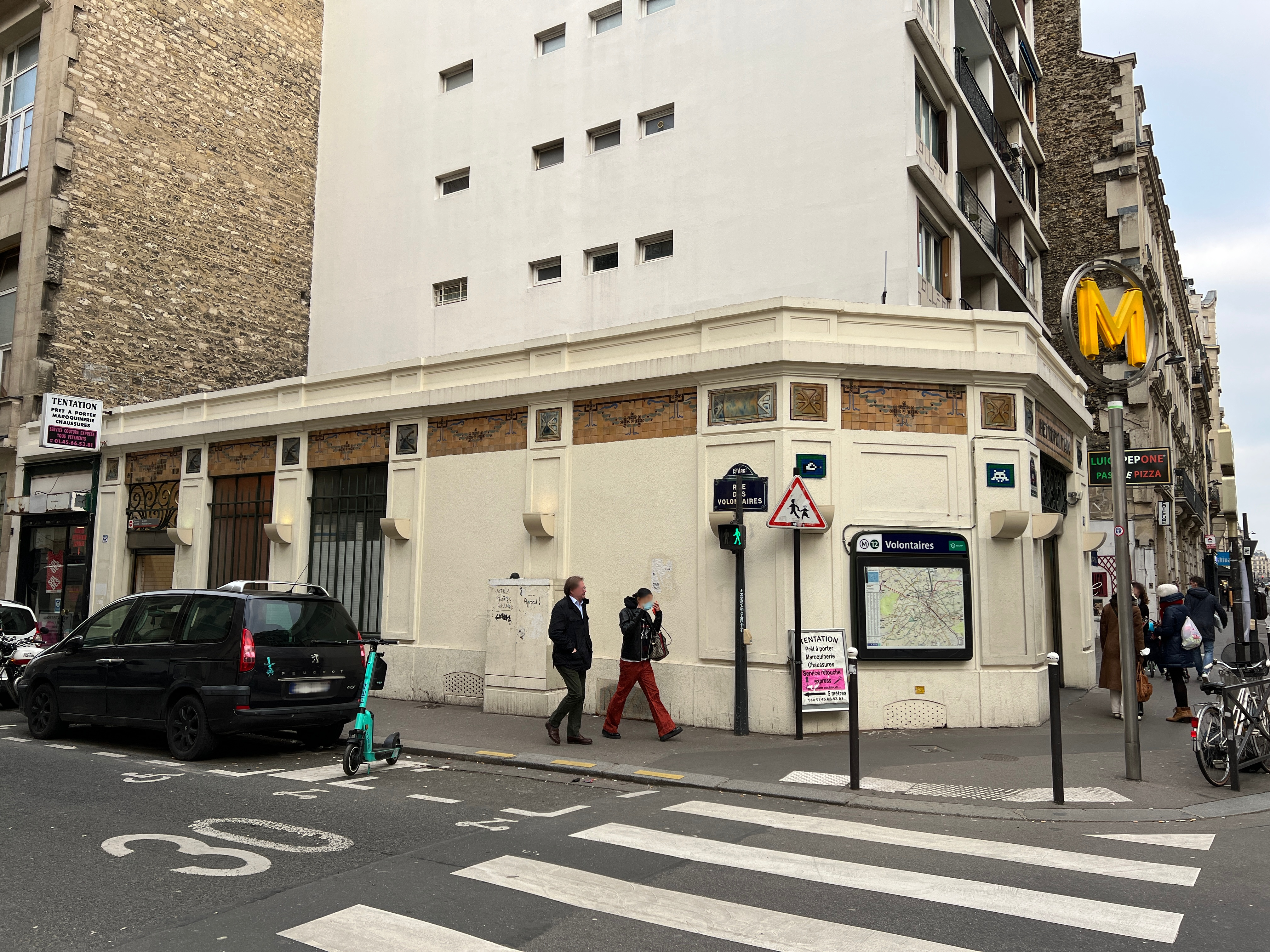
Façade de l'édicule sur la rue des Volontaires.

### Quais
Volontaires est une station de configuration standard pour le métro de Paris : elle possède deux quais, d'une longueur conventionnelle de 75 mètres, séparés par les voies du métro situées au centre et la voûte est semi-elliptique, forme spécifique aux anciennes stations du réseau Nord-Sud, dont la partie inférieure des piédroits était verticale et non courbée comme dans les stations de sa concurrente, la CMP. Elle se distingue également par la présence de niches sur toute la longueur des piédroits, dépourvus de publicités en conséquence, du fait de leur structure en béton armé.
La décoration en céramique reprend le style caractéristique du « Nord-Sud » d'origine, de couleur marron comme il en est d'usage dans les stations sans correspondance, selon les codes graphiques de cette ancienne compagnie. Cette teinte s'applique aux entourages du nom de la station avec motifs végétaux et lettres « NS » entrelacées, ainsi qu'aux dessins géométriques marron sur les piédroits et la voûte, dont des frises à vagues marron au droit des niches. Ces ornements sont mariés avec les traditionnels carreaux en céramique blancs biseautés du métro de Paris, lesquels recouvrent les piédroits, la voûte ainsi que les tympans. Les sièges sont de style « Akiko » de couleur cyan et, bien que groupés par batteries de six, ont la particularité d'être disposés individuellement face aux niches au lieu d'être fixés à un même support métallique.
Cas unique pour une station de style Nord-Sud (si l'on excepte Saint-Georges, décorée dans un pseudo-style depuis sa rénovation en 2003), les bandeaux lumineux sont blancs et arrondis dans le style « Gaudin » typique du « renouveau du métro » des années 2000, modèle plus couramment appliqué aux anciennes stations de la CMP, celles du Nord-Sud recevant habituellement des bandeaux-tubes suspendus. Cette particularité résulte de l'impossibilité de percer la voûte en béton armé pour y fixer les suspentes en raison de sa très faible épaisseur ; deux rails de montage y ont donc été fixés, d'où le choix de rampes lumineuses placées au plus près du plafond afin de masquer ce dispositif pour des raisons esthétiques.

Quais de la station
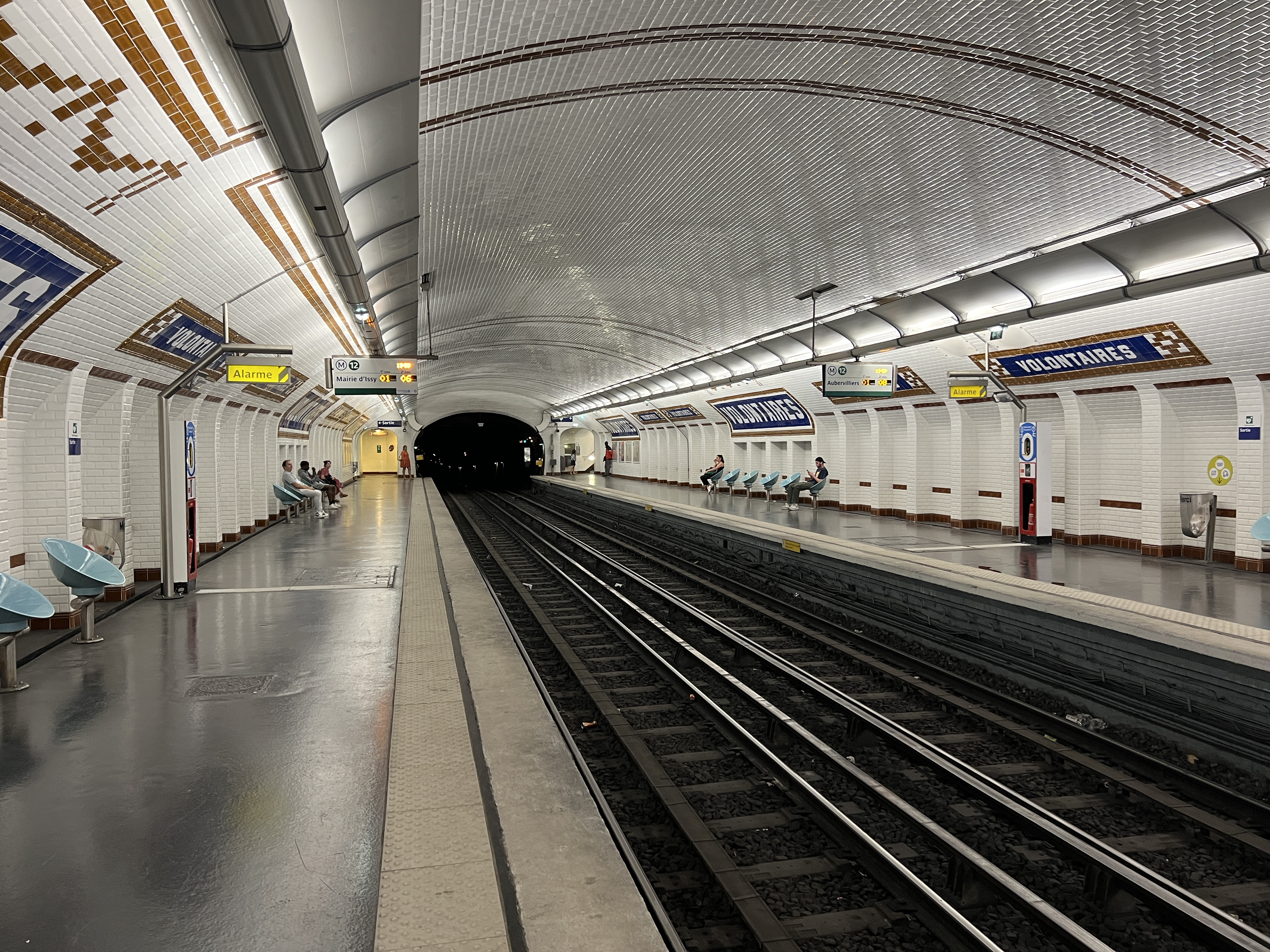
Les quais vus en direction de Mairie d'Aubervilliers.
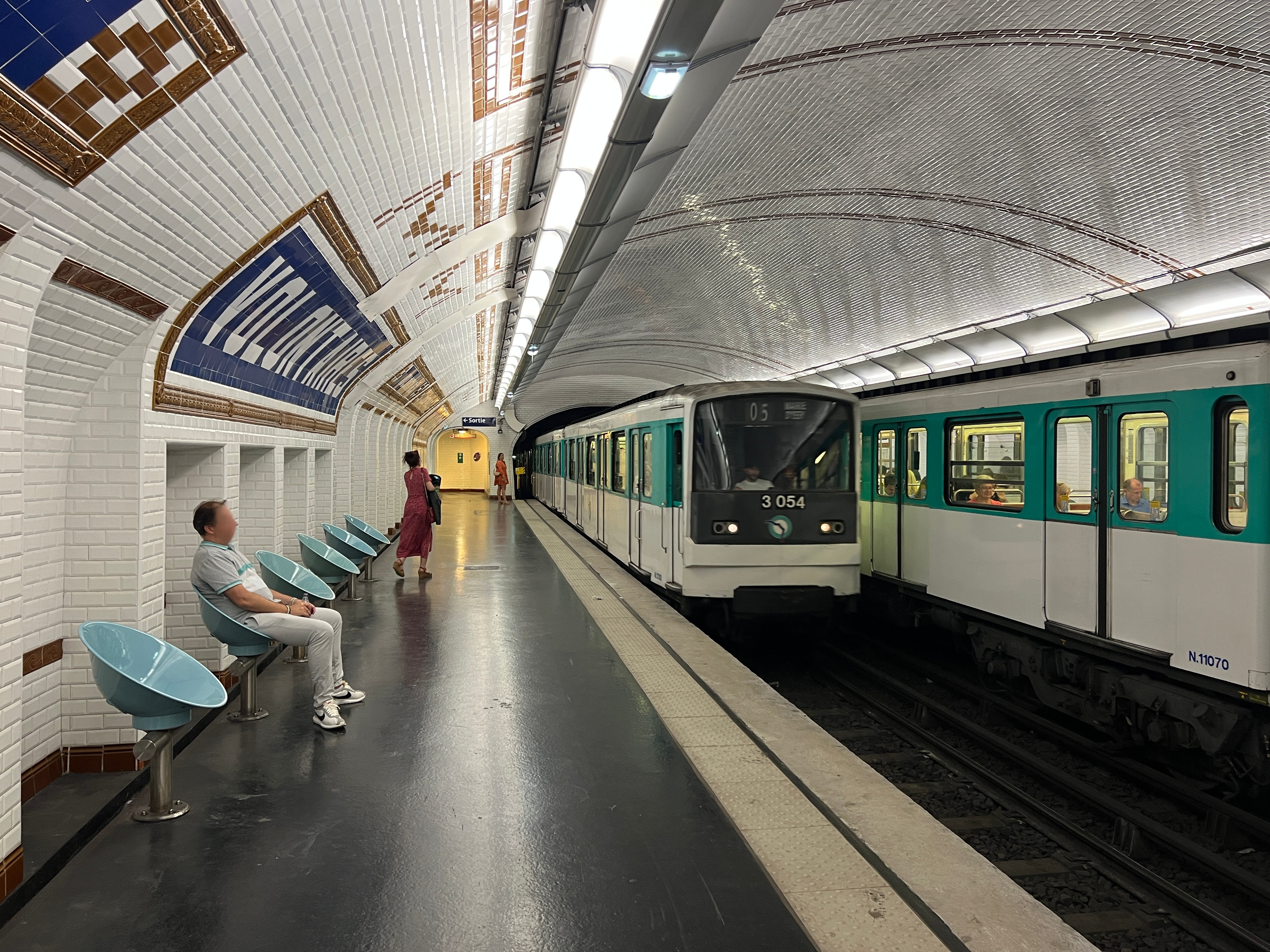
Croisement entre deux rames MF 67 dans la station.
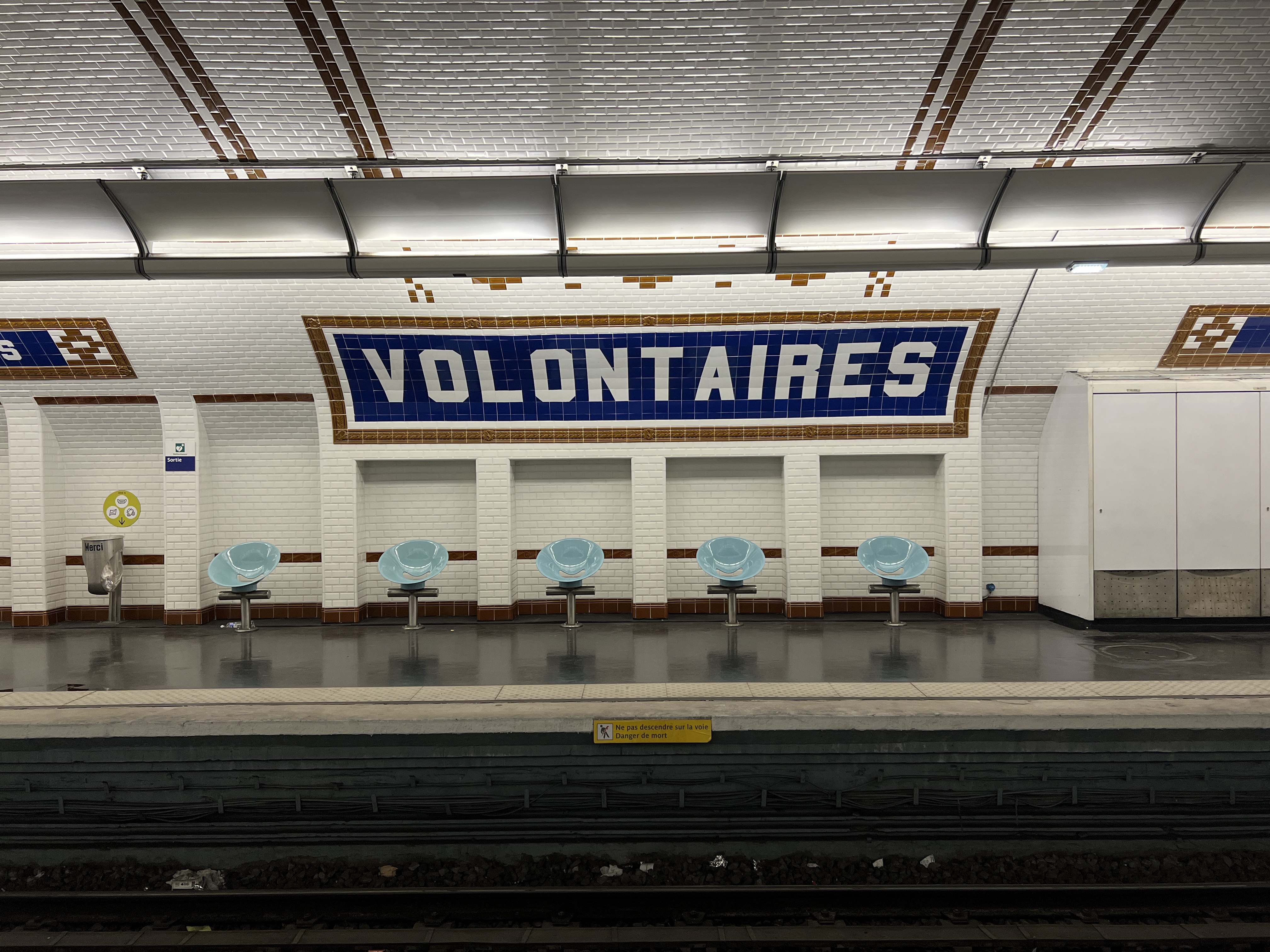
Décor en faïence incorporant le nom de la station.

### Intermodalité
La station est desservie par les lignes 39, 70 et 89 du réseau de bus RATP, et, la nuit, par les lignes N13 et N62 du réseau Noctilien.

## À proximité
- Bal Blomet
- Square de l'Oiseau-Lunaire
- Institut Pasteur
- Square Necker
- Église Sainte-Rita
- Jardin Bargue - Platon
- Église Notre-Dame-de-l'Arche-d'Alliance
- Square d'Alleray - Labrouste - Saint-Amand